# Глаз Курумана
Глаз Курумана (англ. Eye of Kuruman, африк. Die Oog) — родник в городе Куруман в Северо-Капской провинции ЮАР.

## Описание
Город Куруман в основном известен местным источником — Глазом Курумана, берущим начало в пещере в полузасушливом торнвелде. Из источника поступает не менее 4 500 000 галлонов (17 000 000 л) воды ежедневно.
В настоящее время он известен как крупнейший природный источник в Южном полушарии; хотя источники Те-Вайкоропупу в заливе Голден-Бей, Новая Зеландия, по достоверным данным, имеют средний расход примерно в 60 раз больше.
Источник образует небольшое озеро в центре города, на трассе N14, и расположен в огороженном парке. Его ежедневный сток составляет около 20 000 м³ кристально чистой питьевой воды. Вода из источника снабжает город Куруман.
В 1895 году поток от источника двигался вниз по течению рек Куруман, Молопо, Оранжевой реки и, наконец, впадал в Атлантический океан. Первоначально пастухи тсвана использовали большой источник в качестве водопоя. На языке тсвана источник называется «Segonyana», что означает название растения «Лагенария обыкновенная».
В 1992 году источник был объявлен Провинциальным объектом наследия.